# Будераж (Рівненський район)
Будера́ж — село у Рівненському районі Рівненської області. Розташоване на півдні Рівненського району на річці Збитинка. На півдні межує з селом Святе, на сході з селом Буща, на півночі з селом Новий Світ та на заході з селом Суйми. Раніше село було центром Будеразької сільської ради.

## Історія
Уперше Будераж засвідчений у 1322 році.
Тоді 8 грудня князь Любарт Гедимінович подарував Луцькій церкві Іоана Богослова маєтності кількох сіл, серед котрих називається «Будорозк», а в іншому записі «Будораже», «Будорожское имение».
У грамоті 1478 року при описі «лесных владений» згадується «будорожское дворище», попри яке проходила «грань» (межа) «пригорной дубравы». Очевидно, на той час село мало кілька «дворищ», розміщених серед лукових «займ» неподалік озерець. Донесення 1572 року звинувачує «будорожских крестьян» за невиконані шарваркові повинності через що став неможливим вивіз «тартачного» лісу. Тоді дощовими зливами були зруйновані дороги, преходи, греблі 3 1585 року «двор й село Будорож» стає власністю Луцько-Острізького єпископату, очолюваного Кирилом Терленьким, котрий дещо зменшив повинності «будоражских подданных» за «вальні колеса» (млин), лісові лови та пасіки. Восени 1598 року «Будорожское имение» перевіряла повітова комісія по нагляду казенного майна — лісів, гаївок, звіриних заповідників. У 1628 році «на дороге близ Будоража» побито й пограбовано місцевого шинкаря, а через рік в «Будеражском лесу на Лисице» схоплено й взято під варту мізоцьких конокрадів Максима Рудого та Івана Гриня. З 1639 року «Будорож» починає занепадати. Напади ординців, сваволя польської шляхти, епідемії спричинили руйнування села, котре з кінця 1648 року нараховувало лише 10 розорених дворів. Так тривало аж по 1709 рік. За дарчою грамотою 1753 року, «Будераж» відійшов до князя Станіслава Любомирського, управителі котрого розширили для села посівні «займи», випаси, сінокоси, зміцнили ставкове та деревообробне господарство, збільшили лісове «бортництво», укріпили давні й нові шляхи.

Командування ВО «Богун» разом з прибулими гостями. Нижній ряд (зліва направо): шеф розвідувального відділу (ШРВ) «Немо» (Андрій Кисіль); член проводу ОУН(б) «Іванів» (Омелян Логуш); керівник угорської місії до УПА підполковник Ференц Мартон; комендант запілля УПА-Північ «Горбенко» (Ростислав Волошин); командир групи «Еней» (Петро Олійник); керівник охорони делегації «Кропива» (Василь Процюк). Верхній ряд: заступник ШРВ «Палій» (Василь Коренюк); господарчий референт УПА-Північ «Зубатий» (Василь Мороз); шеф штабу групи «Черник» (Дмитро Казван).

На початку 1866 року Будераж стає волосним центром, приміщення котрого зберігається і зараз та використовується сільською адміністрацією. За даними 1889 року, «село Будераж при рч. Збытнике (Збитенці) волости Будеражской» мало 70 дворів, 578 мешканців, основане у 1881 році однокласне народне училище, церковно-приходську школу, млин, корчму, крамничку.
Наприкінці листопада 1943 року в селі Будераж з ініціативи революційної ОУН в підпільних умовах було скликано конференцію представників поневолених Москвою народів для вироблення спільної стратегії боротьби і спільного антиімперського фронту. У її роботі взяли участь 39 делегатів від 13 національностей, представники яких боролися з окупантами разом з українськими повстанцями. Серед делегатів конференції були азербайджанці, башкири, білоруси, вірмени, грузини, кабардинці, казахи, осетини, татари, узбеки, українці, черкеси та чуваші. Ця конференція прийняла ряд важливих постанов і стала початком формування Антибільшовицького блоку народів (АБН).

## Населення
Згідно з переписом УРСР 1989 року чисельність наявного населення села становила 837 осіб, з яких 371 чоловік та 466 жінок.
За переписом населення України 2001 року в селі мешкала 671 особа.

### Мова
Розподіл населення за рідною мовою за даними перепису 2001 року:
| Мова       | Відсоток |
| ---------- | -------- |
| українська | 99,25 %  |
| російська  | 0,45 %   |
| білоруська | 0,30 %   |

## Походження назви
Назва Будераж належить до старовинних типу Вітораж, Збараж, Кураж, де кінцеве «ж» утворилось з «д» внаслідок давньої специфіки формування присвійних прикметників. Тому Будераж — це первісний прикметник, oj відповідає на питання «чий» (населений пункт). Він утворений з імені людини Будерад, де початкове (компонентне) «Буд» розвинулось з дієслова будити, а «рад» — із радіти, що в комплексі могло виражати побажання народженому: «Хай буде радісним, нехай стане бадьорим!» Давні імена зразка Будерад, Собірад, Милорад засвідчені з кінця XI століття і вживаються подекуди й зараз.
Отже, Будераж приховує значення «Будерадів» (населений пункт, заснований, привласнений, фундований Будерадом), а документоване «Будорож» з «о», де зараз «е», «а», — результат говіркових звукозмін через чергування «е»-«о» (вести-водити), взаємодію звуків: вплив «о» на «а» відповідно до інших місцевих назв. Народне осмислення назви Будераж різне. То вона приховує змінений вислів «буде раз», бо, мовляв, тут після розгрому татаромонголів казали «Ще війна буде раз»; то від того, що у лісових гущавинах було багато хижих звірів, котрі «будоражили» (тривожили) людей, то ніби тут, при Збитенці в околиці городища, майстри будоражили (ладили, видовбували) «будари» (човни), бджолині вулики, корита.

## Пам'ятки історії та культури
Село має збудовану в 1830 р. церкву Пресвятої Богородиці (Покрови), де зберігаються цінні стародруки, рукописи, копії метричних книг з 1850 р., опис церковних земель близько 45 десятин.
Біля приміщення школи, у якій наприкінці листопада 1943 року проходила Перша Конференція представників поневолених Москвою народів, відкрито пам'ятний знак.

## Археологія
Сліди заселення околиці Будеража зринають з епохи ранньої бронзи, тобто від 3-го тисячоліття до нашої ери, коли починало формуватись рабовласницьке суспільство, стало розвиватись скотарство, землеробство.
Новіші сторінки Будеразької землі символізують реалії предметні знахідки староруської доби й середньовіччя: легендарне городище, наконечники стріл, списів, уламки мечів, знарядь праці місця ливарної та гончарної «індустрії».
У південно-західній околиці Будеража є окутана з 3-ох боків водами Збитенки, Глибокого рову взята під охорону держави висота (на жаль, тут зараз орють і сіють!) під назвою Городище (Городисько), де у XII-XIII столітті було давньоруське селище, котре мало захисні вали, частокіл, стрільниці, таємні виходи, житлово-господарські забудови. 
Існує здогад, ніби у новіші часи на Будеразькому городищі був зруйнований татарами замок, котрий мав підземний хід до сусідньої гори під назвою Городнє, де, кажуть, розміщувалась фортечна дільниця. Після скасування панщини в околиці цих висот давали так звані «сервітути», тобто земельні наділи для утримання сиріт.
Свідками далекого минулого Будеража є ще кургани: 
- Загуменський, бо розміщений за «гумнами» (господарськими забудовами селян);
- Мачулянський, котрий висипаний в урочищі Мачулянка, назва якого від слова манула, що має кілька значень: «саджалка, де мочать коноплі, льон, луб»; «кругле старорічище». Але відоме теж прізвище Мачула, котре походить від імені Мач, тобто Матвій. Воно теж могло породити, як це засвідчено в інших регіонах, відповідну місцеву назву.

## Природа і місцеві топоніми
Будераж має іменовані дільниці. Це передовсім
Новий Світ — колишній хутір-колонія, що за 1 кілометр на північний схід від села, де зараз 20 садиб, 50 мешканців. Його назва (в Україні таких близько 20) приховує значення «новостворене чужинцями поселення».
Петраківщина — колишній хутір-фільварок, розміщений у східній околиці при дорозі на Бунту, названий по імені власника цієї маєтності Петрака (Петра). У цей ряд можна би віднести хуторянську осілість Будки, котру започаткували поляки, виселені за участь у повстанні 1863 року; її назва символізує «нову лісову осаду, мешканці якої виготовляють дьоготь, поташ, клепки», а, за іншою версією, — тут першими осіли лісоруби, котрі жили в «будках» (шалашах).
Крім того, відомі:
- Вільхава — середлісся при зарослях вільшини, де не так давно було 5 садиб;
- Гора — куток при довгастій висоті;
- Залуки [Заловки] — забудови по другому боці сінокосу Луки (по-польськи — Лонки);
- Зарічка — вуличка за лівим берегом Збитенки;
- Йосипівна — квартал першого поселенця Йосипа;
- Коршемщина — старовинний куток в околиці колишньої корчми;
- Ляхове — місце, де ніби осів поляк з прізвищем Лях;
- Микитівщина — забудови на колишній маєтності Микити;
- Міжчехи — осілість між колишніми садибами, нивками чеських колоністів;
- Осередок — центр села;
- Паненська — вулиця, де ніби проживали волосні чиновники, багатії;
- Хитрий ринок — надбережне місце, де проводили купівлю, продаж та обмін усяких товарів.

До сказаного можна би ще приєднати куточки за множинними назвами людей: Брочі, Корнійчуки, Наумчуки, Патлаті, Павлюки, Рудики, Філонюки та інші, що від прізвищ, прізвиськ, імен поселенців.
Крім річки Збитенки, про яку окремо мовиться у нарисі «Буща», у Будеражі є струмок (колись річечка) Глибокий рів, що витікає з околиць Петраківщини й пробігає вздовж центральної вулиці, примикаючи на заході села до Збитинки. Це й струмок Гусаків рів, назва якого пов'язана з прізвищем (прізвиськом) Гусак. Це й зникаючий потічок Чухавка, де ніби під час відпочинкової стоянки біля дерев тварини «вичухувались», а пастухи засідали на гойдалки. Сюди примикає Бродок — місце купання, переправа через річку Збитинку; Рудка — канава з «рудою водою».
А ось ще кілька іменованих місць Будеража:
- Бірки — нивки, чагарники серед бору;
- Боравина — урочище, приховуюче у назві однозвучне слово кількох значень: «чистий сосновий ліс», «випас у хвойному ліз», «піщане неврожайне угіддя, заросле сосновими деревцями»;
- Велика діброва — великих розмірів поле на місці діброви;
- Видумка — новий культивований ґрунт, оснований ніби незвичною затією («видумкою») селянина;
- Вируб — посівний ґрунт на місці колишнього зрубу;
- Гребелька — колишня осілість поляків в однойменному урочищі неподалік ставкової греблі;
- Загуменок — город, розміщений за «гумнами» (господарськими забудовами);
- Займисько — пасовисько в однойменному колишньому чагарнику, привласненому за правом «першого зайняття»;
- Клин — посівна земля в околиці Петраківщини за формою «клина» (трикутника);
- Коло Возницького — нива колишнього пана Возницького;
- Коло Штундира — ґрунт неподалік маєтності Штундира;
- Кремінне [Крамінне] — поле, всіяне камінцями, дрібним кременем;
- Кругляк — середболітгя у вигляді круглого острівка;
- Лисиця — старовинне урочище з горбом, при якому, за переказами, ловили лисиць;
- Лящукове — поле, котре належало Лящукові;
- Мала діброва — малий сосновий ліс;
- На Обицькому — сінокіс, чагарник в урочищі Обицьк, назва якого могла приховати поняття «відчужена земля з двох боків дороги»;
- На Суємщині — орні ґрунти в околиці села Суйми;
- На Черняві — поле, сінокіс у напрямку колишньої колонії Черняви (Чернявки), що при однойменному струмку;
- Окопи — пасовище на окопах з часів першої світової війни;
- Шкотова гора — висота на маєтності Піхоти;
- Помірки — невеликі «домірювані» наділи землі;
- Протеребське — озеро в урочищі Протереби;
- Ренче — пасовисько, за яке ніби платили «ренту»;
- Розкок — видовжений горб за формою рога;
- Хомове — озеро на маєтності Хоми.

## Побут
В селі є сільрада, середня школа, дитячий садок, будинок культури, бібліотека, лікарня, аптека, 3 крамниці, млин, споживче товариство, майстерні.

## Уродженці села
- Янчак Володимир Оксентійович народився 1 березня 1921 року в селі Будераж Здолбунівського району Рівненської області. Закінчив 3 класи початкової церковно-приходської школи.

В березні 1944 року був призваний на військову службу. Брав участь у боях, воював у складі ІІ Білоруського фронту. Дійшов до Берліна. У квітні 1945 року був важко поранений в руку.
Нагороджений медаллю "За відвагу", "За перемогу над Німеччиною у Великій Вітчизняній війні 1941—1945 рр."
Після закінчення війни повернувся в рідне село. Працював в колгоспі ковалем, згодом, мотористом. З 1966 року працював електриком. Неодноразово був нагороджений грамотами та медалями за хорошу працю.
Окрім роботи любив музику і пісню. Грав та керував духовим оркестром. Володимир Оксентійович був конструктором від природи. Не маючи відповідної освіти сконструював трактор, млин (жорна), вітряк.
Помер 25 травня 2007 року.